# Temporada 1986-87 de los New York Knicks
La temporada 1986-87 fue la cuadragésimo primera de los New York Knicks en la NBA. La temporada regular acabó con 24 victorias y 58 derrotas, ocupando el undécimo puesto de la conferencia, no logrando clasificarse para los playoffs.

## Elecciones en elDraft
| Ronda | Puesto | Jugador         | Posición | Nacionalidad   | Universidad |
| ----- | ------ | --------------- | -------- | -------------- | ----------- |
| 1     | 5      | Kenny Walker    | Alero    | Estados Unidos | Kentucky    |
| 2     | 47     | Michael Jackson | Base     | Estados Unidos | Georgetown  |

## Temporada regular
| División Atlántico   | División Atlántico | División Atlántico | División Atlántico | División Atlántico | División Atlántico | División Atlántico | División Atlántico | División Atlántico |
| Equipo               | G                  | P                  | %                  | PD                 | Casa               | Fuera              | Div                |                    |
| -------------------- | ------------------ | ------------------ | ------------------ | ------------------ | ------------------ | ------------------ | ------------------ | ------------------ |
| y-Boston Celtics     | 59                 | 23                 | .720               | –                  | 39–2               | 20–21              | 15–9               |                    |
| x-Philadelphia 76ers | 45                 | 37                 | .549               | 14                 | 28–13              | 17–24              | 12–12              |                    |
| x-Washington Bullets | 42                 | 40                 | .512               | 17                 | 27–14              | 15–26              | 13–11              |                    |
| New Jersey Nets      | 24                 | 58                 | .293               | 35                 | 19–22              | 5–36               | 12–12              |                    |
| New York Knicks      | 24                 | 58                 | .293               | 35                 | 18–23              | 6–35               | 8–16               |                    |

## Estadísticas
| Rk | Jugador            | Edad | P  | PT | MP   | TC  | TCI  | %TC  | T3  | T3I | %T3  | TL  | TLI | %TL  | RO  | RD  | RT  | AS  | RB  | TAP | BP  | FP  | PTS  |
| -- | ------------------ | ---- | -- | -- | ---- | --- | ---- | ---- | --- | --- | ---- | --- | --- | ---- | --- | --- | --- | --- | --- | --- | --- | --- | ---- |
| 1  | Bernard King       | 30   | 6  | 4  | 35.7 | 8.7 | 17.5 | .495 | 0.0 | 0.0 |      | 5.3 | 7.2 | .744 | 2.2 | 3.2 | 5.3 | 3.2 | 0.3 | 0.0 | 2.5 | 2.3 | 22.7 |
| 2  | Patrick Ewing      | 24   | 63 | 63 | 35.0 | 8.4 | 16.7 | .503 | 0.0 | 0.1 | .000 | 4.7 | 6.6 | .713 | 2.5 | 6.3 | 8.8 | 1.7 | 1.4 | 2.3 | 3.6 | 3.9 | 21.5 |
| 3  | Gerald Wilkins     | 23   | 80 | 73 | 34.5 | 7.9 | 16.3 | .486 | 0.3 | 0.9 | .351 | 2.9 | 4.2 | .701 | 1.5 | 2.2 | 3.7 | 4.4 | 1.1 | 0.2 | 2.7 | 2.1 | 19.1 |
| 4  | Bill Cartwright    | 29   | 58 | 50 | 34.3 | 5.8 | 10.9 | .531 | 0.0 | 0.0 |      | 6.0 | 7.6 | .790 | 2.3 | 5.4 | 7.7 | 1.7 | 0.7 | 0.4 | 2.2 | 3.2 | 17.5 |
| 5  | Gerald Henderson   | 31   | 68 | 53 | 27.8 | 4.0 | 9.2  | .438 | 0.3 | 1.1 | .257 | 2.5 | 3.1 | .816 | 0.6 | 1.8 | 2.4 | 6.5 | 1.4 | 0.2 | 2.3 | 2.8 | 10.9 |
| 6  | Kenny Walker       | 22   | 68 | 64 | 25.3 | 4.2 | 8.5  | .491 | 0.0 | 0.1 | .000 | 2.1 | 2.7 | .757 | 1.7 | 3.2 | 5.0 | 1.1 | 0.7 | 0.7 | 1.1 | 3.5 | 10.4 |
| 7  | Rory Sparrow       | 28   | 80 | 30 | 24.4 | 3.3 | 7.4  | .446 | 0.1 | 0.5 | .262 | 0.9 | 1.1 | .798 | 0.4 | 1.1 | 1.4 | 5.4 | 0.8 | 0.1 | 1.8 | 2.0 | 7.6  |
| 8  | Trent Tucker       | 27   | 70 | 15 | 24.2 | 4.6 | 9.9  | .470 | 1.0 | 2.3 | .422 | 1.1 | 1.4 | .762 | 0.7 | 1.2 | 1.9 | 2.4 | 1.7 | 0.2 | 1.1 | 2.4 | 11.4 |
| 9  | Louis Orr          | 28   | 65 | 8  | 22.2 | 2.6 | 6.0  | .427 | 0.0 | 0.1 | .200 | 1.9 | 2.6 | .727 | 1.6 | 2.0 | 3.6 | 1.7 | 0.7 | 0.3 | 1.1 | 1.9 | 7.0  |
| 10 | Pat Cummings       | 30   | 49 | 11 | 21.6 | 3.5 | 7.8  | .450 | 0.0 | 0.0 |      | 1.6 | 2.2 | .718 | 2.5 | 3.9 | 6.4 | 0.8 | 0.5 | 0.1 | 1.7 | 3.0 | 8.6  |
| 11 | Eddie Lee Wilkins  | 24   | 24 | 10 | 18.9 | 2.3 | 5.3  | .441 | 0.0 | 0.0 | .000 | 1.1 | 2.4 | .466 | 1.9 | 2.6 | 4.5 | 0.3 | 0.4 | 0.1 | 1.2 | 2.8 | 5.8  |
| 12 | Jawann Oldham      | 29   | 44 | 9  | 17.6 | 1.6 | 4.0  | .408 | 0.0 | 0.0 | .000 | 0.7 | 1.3 | .544 | 1.2 | 2.9 | 4.1 | 0.4 | 0.5 | 1.6 | 1.1 | 2.2 | 3.9  |
| 13 | Chris McNealy      | 25   | 59 | 16 | 16.5 | 1.5 | 3.0  | .492 | 0.0 | 0.0 |      | 0.9 | 1.4 | .650 | 1.3 | 2.6 | 3.8 | 0.8 | 0.6 | 0.3 | 1.1 | 2.3 | 3.9  |
| 14 | Stewart Granger    | 25   | 15 | 0  | 11.1 | 1.3 | 3.6  | .370 | 0.0 | 0.2 | .000 | 0.6 | 0.7 | .818 | 0.4 | 0.7 | 1.1 | 1.8 | 0.5 | 0.1 | 1.5 | 1.1 | 3.3  |
| 15 | Brad Wright        | 24   | 14 | 0  | 9.9  | 1.4 | 3.3  | .435 | 0.0 | 0.1 | .000 | 0.9 | 2.0 | .429 | 1.8 | 2.0 | 3.8 | 0.1 | 0.2 | 0.4 | 0.9 | 1.4 | 3.7  |
| 16 | Bob Thornton       | 24   | 33 | 4  | 8.5  | 0.9 | 2.0  | .433 | 0.0 | 0.0 | .000 | 0.4 | 0.6 | .650 | 0.5 | 1.2 | 1.7 | 0.2 | 0.1 | 0.1 | 0.7 | 1.5 | 2.2  |
| 17 | Bill Martin        | 24   | 8  | 0  | 8.5  | 1.1 | 3.1  | .360 | 0.0 | 0.0 |      | 0.9 | 1.0 | .875 | 0.3 | 0.6 | 0.9 | 0.0 | 0.5 | 0.3 | 0.9 | 0.6 | 3.1  |
| 18 | McKinley Singleton | 25   | 2  | 0  | 5.0  | 1.0 | 1.5  | .667 | 0.0 | 0.5 | .000 | 0.0 | 0.0 |      | 0.0 | 0.0 | 0.0 | 0.5 | 0.0 | 0.0 | 0.0 | 0.5 | 2.0  |